# Папуасская мифология
Папуасская мифология — мифологические представления папуасов — коренного населения острова Новая Гвинея и ряда близлежащих островов и архипелагов Меланезии. К папуасам относят несколько сотен отдельных этнических сообществ, которые отличаются значительной языковой отделенностью. Папуасская мифология представляет собой конгломерат самостоятельных и относительно замкнутых локальных (племенных, родовых) систем (как целое она воссоздается лишь путём специального историко-типологического анализа). В то же время локальные мифологические системы обнаруживают общность. Соответственно папуасская мифология, равно как и мифологии других народов Океании, может рассматриваться как региональный вариант одной из ранних стадий развития мифологии.

## Синкретизм

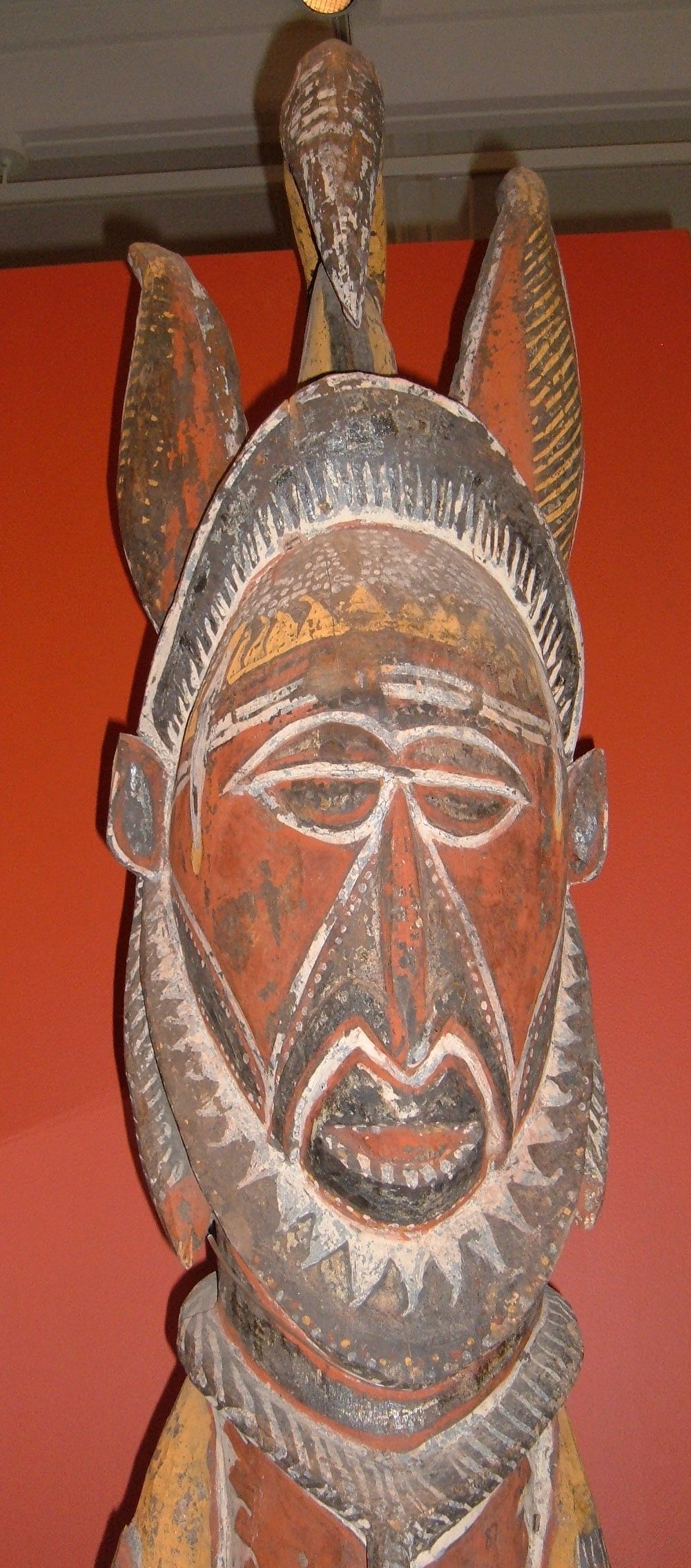
Вырезанная из дерева фигура предка. Новая Гвинея.

Папуасская мифология возникает как живая, разнообразно функционирующая система, которая находится в синкретическом единстве со всей культурой этноса. Мифологические элементы так или иначе присутствуют во всей деятельности коллектива, в разных бытовых операциях, представлениях и отношениях, магических действиях, в предметах и вещах. Соответствующий семантический комплекс и связанные с ним разного рода ограничения и правила поведения не просто выражены в мифологических рассказах, но и непосредственно включены в систему традиционных знаний. Собственно миф и норма социального поведения у папуасов нераздельны.
Вербально-повествовательные формы лишь малой мерой сосредоточивают в себе и передают содержание папуасской мифологии. Не менее значащие, хотя и очень трудные для толкования, в силу имплицитного и символического характера, собственно ритуальные действия и операции, пантомимы, танцы, ритуальные маски, одежда, украшения, музыкальные инструменты, краски, орнамент, скульптура и т. п. Основной комплекс мифологических представлений принадлежал к мужскому миру и передавался по мужской линии, освоение его представляло важный раздел обрядов мужской инициации.
Тематика папуасских верований сосредоточена вокруг нескольких главных разрядов персонажей и связанных с ними представлений и сакральных действий:
- мифические создатели мира, пращуры, культурные герои, большие племенные герои-охотники, воины;
- властелины естественных стихий и явлений;
- духи умерших.

Эти представления характеризуются противоречивостью. Предки, культурные герои часто изоморфны с точки зрения их функций. Так, дема владеют одновременно чертами тотемных предков, культурных героев, «духов», олицетворений сил природы. Считается, что дема когда-то дали жизнь всему сущему и до сих пор продолжают активно вмешиваться в жизнь людей.
Для образов мифических демиургов характерны представления о них как об «изначальных» (старая Собра у маринд-аним), или как о существовавших «всегда» (старая Уа-огрере у кивай). Весьма распространены образы больших матерей, «первых» женщин. Ряду персонажей присуща дуальная природа: Угатаме (у капауку) — вместе с тем мужчина и женщина, солнце и месяц. В мифах о происхождении первопредков может выступать хтоническое начало: Йугумишанта вышла из земли и персонифицирует её.
Наиболее распространенные мифы о замечательном рождении первопредков так или иначе содержат элементы тотемических представлений: герой рождается из спермы кенгуру, от свиньи, развивается из червя; зафиксированы папуасские версии мировой мифологической темы — зачатие героя от встречи женщины с животным, рыбой, рождение его от женщины-змеи, женщины-птицы. Особую роль играют мотивы специфической природы героев, их кровной связи с магическими предками. Унаследованные свойства герой переносит (трансформируя их) на организовываемый им человеческий социум (Йавага — сын мать-кенгуру у кивай). В папуасских мифах почти обязателен конфликт тотемного героя с первоначальным коллективом и поиски другого, который становится объектом его культурных дел, и установление норм тотемной организации (миф об Ико у пурари). Следы тотемных представлений присутствуют в мифах о создании космоса (у вагавага мальчик-солнце — сын отца-рыбы и женщины).

## Космогония
В космогонических мифах обычны сюжеты о солнце и месяце, в которых превратились первосоздатели, при этом иногда появляется мотивирование инцеста (у хуле Ни и Хана, брат и сестра, после инцеста поднялись на небо и превратились в небесные тела). Космогонические акты могут выступать как проявление чьей-то ошибки или трактоваться как целенаправленные действия демиургов. Камбел (у кераки) скатал в шар сердцевину пальмы, создав луну и солнце, определил пути их следования по небу. Он же поднял небо, которое стояло сначала очень низко, и наполнил его звездами, раскинув кусочки бамбука.

## Устройство мира
Небо (верхний мир) — временное жилье демиургов и предков, откуда они идут на землю, создавая здесь земной социум (отчасти по аналогии с небесным) и принося с собой блага культуры. На небо идут некоторые персонажи, вступившие в конфликт с коллективами, среди которых они жили. Обычный путь на небо — высокое дерево.
Подземный мир (нижний) ассоциируется с представлениями о смерти, о земле духов умерших (реже — о происхождении некоторых персонажей). Связь с ним может осуществляться через специальную дырку, иногда через водоемы или болота, а также через ритуальные столбы в мужских или церемониальных домах.
Границы и части земного мира создаются героями как бы мимоходом (от ударов магической палки-копалки возникают заливы, от удара стрелы — река, от брошенных каменьев — острова и т. п.).

## Мифологический антропо- и социогенез
Мифологическим и тотемным предкам, культурным героям принадлежит создание людей, деление их на племена и дальнейшее расселение. Люди появляются из сердцевины дерева, возникают из водных пузырьков, из разрубленных свиных туш, рождаются от мифической пары, от брата и сестры. В мифе племени кивай представлена концепция антропогенеза и социогенеза, объединяющая тотемные и хтонические мотивы, допускается двухступенчатость процесса генетических трансформаций: благодаря Уа-огрере первое поколение людей появляется из червей, которые расплодились в теле убитого кенгуру; оно получает от «создателя» элементарные человеческие знания и общественные правила.
В рамках мифологической концепции становления социума получают развитие сюжеты о борьбе героев с чудовищами, враждебными к людям, и об умиротворении культурных локусов (в образах чудовищ есть следы двойственной их природы: змеи — мифические предки и вредители, змеи — замечательные супружества, великаны-людоеды), а также о возникновении отрицательных качеств и жизненных норм, «открытие» разного рода бед — раздора, обмана, кровавых способов решения коллизий и т. п.
В мифах объясняются введение запретов «табу» (например, на каннибализм), разделение труда по признаку пола, кровная месть, экзогамия и запрет инцеста. «Открытие» смерти в мифах происходит или случайно, или трактуется как наказание или же как свойство, приобретенное людьми, вышедшими из «дикого» состояния. Отсутствие смерти включается в характеристику «прошлого», которое в определенной мере идеализируется.

## Фольклор
В недрах папуасской мифологии, во взаимодействии с ней, формируется ряд фольклорных прозаических и песенных жанров, которые совсем не отделимы или только начинают выделяться из синкретического единства. Таковы мифологические и эпические песни о героях, сказки, которые сохраняют характер «достоверных» мифов, «исторические» пересказы, а также разного типа песни. Папуасский фольклор в его единстве с мифологией включает ряд сюжетов и мотивов, которые в типологической и историко-типологической перспективе можно сравнить с сюжетами и мотивами, составляющими классический фонд мировой мифологии и фольклора: в частности, у папуасов есть собственные варианты сюжетов об Орфее, Одиссее.

## Анимизм
Важнейшую часть папуасских верований представляет вера в хозяев или духов природы — анимизм. У разных этносов были свои родовые обозначения для всего класса «хозяев», имела место детальная видовая дифференциация согласно их свойствам, внешности, местожительству и т. п.
Их изображали в виде змей или рептилий особой окраски с несколькими головами и хвостами, в виде животных с безобразными признаками, существ, которые совмещали зооморфные, растительные, антропоморфные черты. Места их проживания — леса, пещеры, водоемы, стволы деревьев, камни, рифы. Они выступают защитниками традиционных норм поведения и могут наказывать нарушителей (и в этом смысле связаны с умершими предками), давать добрые советы спящим, показывать гребцам верный курс, но в тот же время вызывать ураганы, насылать болезни, сбивать из дороги, похищать людей.
Мифы описывали странствование живых в землю умерших, их общение с духами и возвращение домой или приход духов, их контакты с живыми, которые приводят к несчастью или получению живыми какой-то помощи. Ряд ритуалов (в том числе и обряды после погребения) непосредственно адресуется духам умерших, имея целью обеспечить их поддержку или отвести их нежелательное вмешательство. Представления о духах умерших сложным образом взаимодействуют с представлениями о родовых пращурах. Культ «духов» умерших и родовых предков в значительной степени определяет семантику ряда важнейших ритуалов, в том числе обрядов мужской инициации, ритуалов плодородия и других. Здесь в разных сюжетных формах варьируются приход и встреча предка, действия и песни, посвященные ему, магия, ему адресованная, а также символическая смерть и возвращение к жизни. Изображение предков (деревянные скульптуры, резные и рисованные «портреты») составляют обязательную черту мужских и церемониальных домов.